# Бульково (Брестский район)
Булько́во (бел. Булькова) — деревня в Брестском районе Брестской области Беларуси, в составе Тельминского сельсовета. Население — 67 человек (2019).

## География
Деревня находится в 18 км к востоку от центра города Брест, на реке Мухавец. Напротив находится одноимённая деревня Жабинковского района. В 1,5 км к северу от деревни проходит автомагистраль М1.

## История
В письменных источниках упоминается с XVI века как имение Брестского повята Подляшского воеводства ВКЛ. После Третьего раздела Польши 1795 года в Российской империи, с 1801 года — в Гродненской губернии. Принадлежала Ожаровским, а с 1808 года — Чапским.
В 1905 году — деревня Заречье Рогознянской волости Кобринского уезда, 26 дворов.
Согласно Рижскому мирному договору (1921) деревня вошла в состав межвоенной Польши, где принадлежали гмине Рогозно Кобринского повета Полесского воеводства.
С 1939 года в составе БССР.